# 新多西鎮區 (明尼蘇達州派恩縣)
新多西鎮區（英語：New Dosey Township）是位於美國明尼蘇達州派恩縣的一個行政鎮區。

## 地方資料
新多西鎮區的面積為292.93平方千米，當中陸地面積為292.73平方千米，而水域面積為0.20平方千米。根據2020年美國人口普查的數據，當地共有人口86人，而人口密度為每平方千米0.29人。